# Julio Díez
Julio Díez Tirado (Coro, estado Falcón, Venezuela, 3 de enero de 1912 - Caracas, Distrito Federal, Venezuela, 30 de marzo de 1985) fue un abogado, político y profesor de literatura venezolano.

## Biografía
Hijo del médico Carlos Díez Del Ciervo y de Carmen Tirado. Su infancia trascurrió en el interior del país hasta que se mudó a Caracas y comenzó a estudiar secundaria en el colegio San Ignacio de Loyola. Estudió Derecho en la Universidad Central de Venezuela donde obtuvo el título de Doctor en Ciencias Políticas. Motivado por la actividad política como medio para mejorar la situación del país ocupó varios cargos públicos durante la presidencia de Isaías Medina Angarita y Eleazar López Contreras, respectivamente. Fue gobernador del Distrito Federal y director del Banco Central de Venezuela. 

### Cargos
- Durante el gobierno de Eleazar López Contreras (1936 - 1941) fue diputado al Congreso Nacional por el estado Falcón en 2 ocasiones.
- Secretario de la Legación de Venezuela en Perú y Bolivia.
- Ocupó el cargo de inspector del trabajo en el estado Zulia en 1937.
- Se desempeñó como director del Trabajo en Caracas durante 1938 y 1943.
- Fue delegado a la XXV Conferencia Internacional de Trabajo que se celebró durante 1939 en Ginebra, Suiza.
- Fue Ministro del Trabajo y Comunicaciones desde 1943 hasta el derrocamiento de la presidencia de Isaías Medina Angarita.
- Desde el 27 de junio hasta finales de noviembre de 1958 desempeñó el cargo de gobernador del Distrito Federal.
- Fue designado ministro de Minas e Hidrocarburos en 1958.
- Fue director principal del Banco Central de Venezuela entre 1959 y 1968.
- Director de la Comisión Nacional de Valores  desde 1973 hasta 1975